# Shaky Shaky
«Shaky Shaky» — песня пуэрто-риканского музыканта Дэдди Янки (настоящее имя Рамон Луис Айяла Родригес) с восьмого студийного альбома El Disco Duro, вышедшая 8 апреля 2016 года. Сингл возглавил чарты Мексики, Hot Latin Songs, а число просмотров на канале YouTube (на 17.08.2019) превысило 1 млрд.
Журнал Billboard назвал трек лучшей танцевальной песней 2016 года (Best Latin Dance Song).

## История
Песня стала четвёртым для Янки чарттоппером в хит-параде Hot Latin Songs журнала Billboard и первым его с 2007 года попаданием в основной американский хит-парад Billboard Hot 100. Официальное музыкальное видео, вышедшее 14 июля 2016 года, превысило показатели «Limbo» (2012) по числу просмотров в YouTube среди всех прошлых клипов Янки. Сингл возглавил чарты Мексики, Доминиканской Республики и американский чарт Hot Latin Songs, был в десятке лучших в Аргентине, Чили и Колумбии. Сингл был назван журналом Billboard в качестве Best Latin Dance Song 2016 года.

### Награды и номинации
Песня «Shaky Shaky» получила три номинации на Latin Music Italian Awards в 2016 году и ещё две на Billboard Latin Music Awards в 2017 году
| Год  | Награда                      | Категория                       | Результат |
| ---- | ---------------------------- | ------------------------------- | --------- |
| 2017 | ASCAP Awards                 | Latin Award-Winning Urban Songs | Победа    |
| 2017 | Billboard Latin Music Awards | Hot Latin Song of the Year      | Номинация |
| 2017 | Billboard Latin Music Awards | Streaming Song of the Year      | Номинация |
| 2017 | Billboard Music Awards       | Top Latin Song                  | Номинация |

## Чарты
| Чарт (2016-17)                        | Высшая позиция |
| ------------------------------------- | -------------- |
| Chile (Monitor Latino)                | 5              |
| Colombia (Monitor Latino)             | 4              |
| Dominican Republic (Monitor Latino)   | 2              |
| Guatemala (Monitor Latino)            | 11             |
| Mexico (Monitor Latino)               | 1              |
| Mexico Airplay (Billboard)            | 7              |
| Mexico Streaming (AMPROFON)           | 6              |
| Spain (PROMUSICAE)                    | 25             |
| Uruguay (Monitor Latino)              | 14             |
| US Billboard Hot 100                  | 88             |
| US Hot Latin Songs (Billboard)        | 1              |
| US Tropical Songs (Billboard)         | 1              |
| US Hot Latin Rhythm Songs (Billboard) | 1              |
| Venezuela (National-Report)           | 42             |

| Чарт (2016)       | Высшая позиция |
| ----------------- | -------------- |
| Аргентина (CAPIF) | 2              |

| Чарт (2016)                     | Позиция |
| ------------------------------- | ------- |
| Испания (PROMUSICAE)            | 56      |
| США Hot Latin Songs (Billboard) | 8       |
| США Tropical Songs (Billboard)  | 12      |
| Венесуэла (National-Report)     | 80      |

## Сертификации
| Регион | Сертификация           | Продажи   |
| --- | ---------------------- | --------- |
| Argentina (CAPIF) | 2× Платиновый          | 40,000*   |
| Chile (IFPI) | Платиновый             | 10,000^   |
| Италия (FIMI) | Платиновый             | 50 000    |
| Испания (PROMUSICAE) | 2× Платиновый          | 80 000    |
| США (RIAA) | 23× Платиновый (Latin) | 1 380 000 |
| * Данные о продажах приведены только на основе сертификации. · ^ Данные о тиражах приведены только на основе сертификации. · Данные о продажах + прослушиваниях приведены только на основе сертификации. |                        |           |